# Nabi Shueib

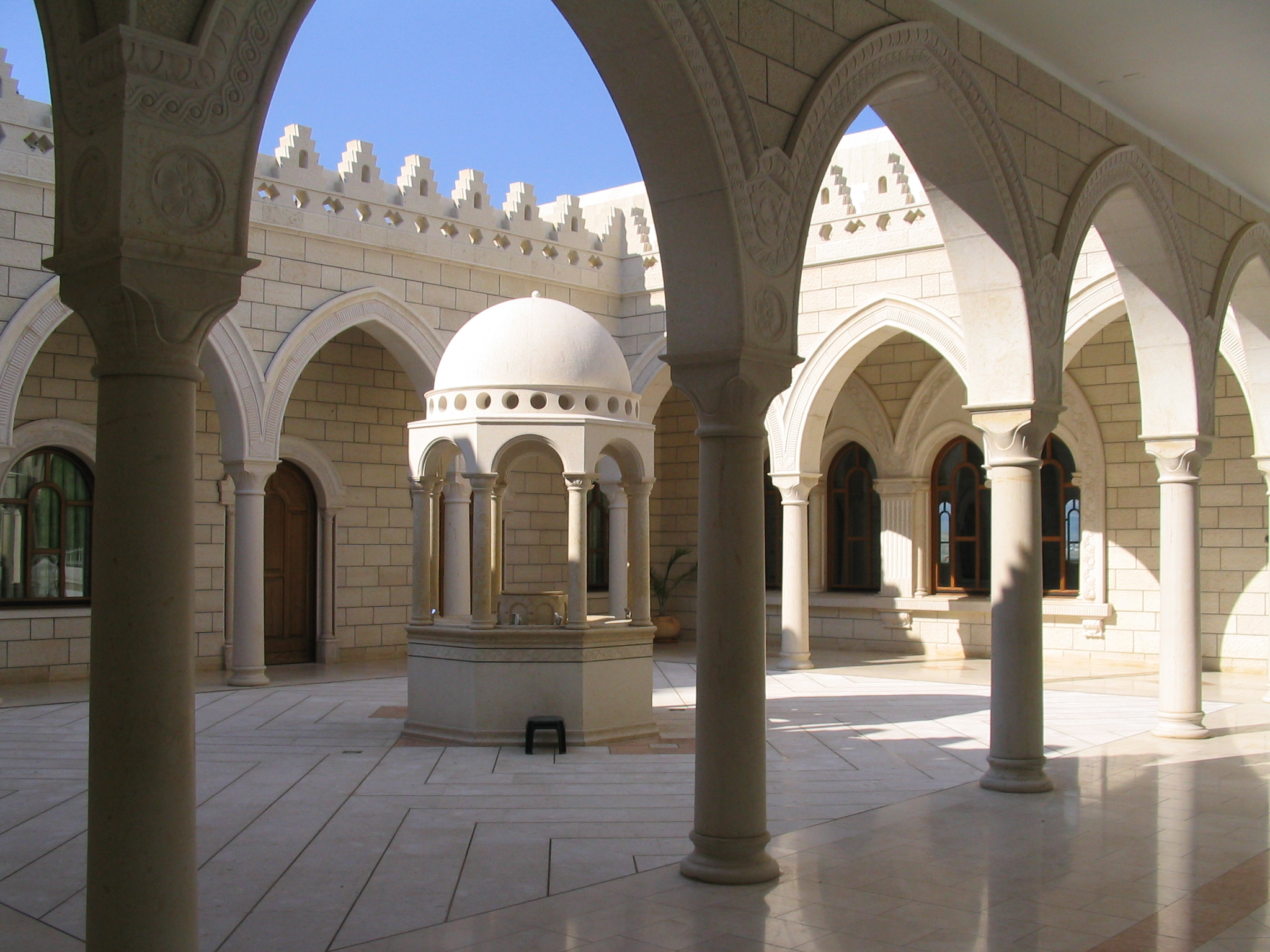
Una de las alas del Complejo de Nabi Shueib vista por dentro.

Nabi Shueib (profeta Shueib) es el nombre de un sitio junto a los Cuernos de Hattin, en la zona de la Baja Galilea, cerca de la ciudad de Tiberíades, donde según la tradición se encuentra la tumba del profeta islámico Shueib (que corresponde con el Jetró bíblico). 
Es el sitio más sagrado para la religión drusa, en la cual Nabi Shueib es una figura central. Durante siglos Nabi Shueib ha sido objeto de peregrinación para drusos y musulmanes sunitas. En toda la zona de la Gran Siria existen varios otros santuarios dedicados a Nabi Shueib.
Desde el establecimiento del Estado de Israel en 1948 y la subsecuente transferencia de la custodia exclusiva de la tumba a la comunidad drusa, los musulmanes han dejado de peregrinar a Nabi Shueib, mientras que los drusos continúan peregrinando anualmente. Anteriormente las peregrinaciones no tenían una fecha determinada, pero desde que Israel reconoció oficialmente el peregrinaje como festivo para los drusos, las peregrinaciones se realizan en una fecha fija y la comunidad drusa celebra allí su fiesta del 25 al 28 de abril.
- Datos: Q2590976
- Multimedia: Nabi Shu'ayb / Q2590976